# Cesset
 Cesset  es una población y comuna francesa, situada en la región de Auvernia, departamento de Allier, en el distrito de Moulins y cantón de Saint-Pourçain-sur-Sioule.

## Demografía
| 402 | 332 | 337 | 321 | 292 | 353 |
| Para los censos de 1962 a 1999 la población legal corresponde a la población sin duplicidades (Fuente: INSEE [Consultar]) |     |     |     |     |     |